# Las Cruces (Las Regueras)
Las Cruces (en asturiano y oficialmente: Les Cruces) es una aldea que pertenece a la parroquia de Trasmonte en el concejo de Las Regueras (Principado de Asturias). Se encuentra a 270 m s. n. m. y está situada a 6,5 km de la capital del concejo, Santullano.

## Población
En 2021 contaba con una población de 22 habitantes (INE 2021), repartidos en un total de 9 viviendas.